# Lytton (Iowa)
Lytton é uma cidade localizada no Estado americano de Iowa, no Condado de Calhoun e Condado de Sac.

## Demografia
Segundo o censo americano de 2000, a sua população era de 305 habitantes.
Em 2006, foi estimada uma população de 274, um decréscimo de 31 (-10.2%).

## Geografia
De acordo com o United States Census Bureau tem uma área de
0,5 km², dos quais 0,5 km² cobertos por terra e 0,0 km² cobertos por água.

## Localidades na vizinhança
O diagrama seguinte representa as localidades num raio de 20 km ao redor de Lytton.